# William George Morgan
William George Morgan (Lockport, 23 de janeiro de 1870 — Lockport, 27 de dezembro de 1942) foi o inventor do voleibol, originalmente chamado "Mintonette", nome derivado do jogo badminton que ele resolveu mudar para melhor refletir a natureza do esporte.

## Vida
Nasceu em Lockport, Nova Iorque.
William George Morgan, chefe de Educação Física na YMCA em Richmond, Virginia é conhecido por criar o jogo de vôlei, um jogo que hoje em dia é conhecido mundialmente.
Nascido na pequena cidade de Lockport em Niagara County, a oeste do estado de Nova Iorque (Estados Unidos) e cerca de 30 km a leste da queda. Filho de George Henry Morgan e Nancy Chatfield, é o mais velho de seus quatro irmãos. Família de imigrantes galeses, trabalha no negócio da família de barcos com destino a construção de canais na região. Jogador de futebol americano, é contratado por James Naismith para o YMCA Springfield College, em Massachusetts. Naismith foi mais tarde o criador em 1891 do basquetebol e Springfield o berço deste desporto. Durante este período, ambos também de acordo com Amos Alonzo Stagg, um outro grande diretor esportivo.
Após a formatura, Morgan continuou um ano na YMCA, em Auburn, Maine e foi para o cargo de Diretor de Educação Física da ACM (Associação Cristã de Moços) de Holyoke, em sugestão do pastor Lawrence Rinder Morgan idealizou um jogo menos fatigante para os associados mais velhos da ACM, em 1895 organizou as primeiras manifestações de voleibol. Em busca de um esporte mais "suave" do que o basquete, no vôlei combinava elementos de outros esportes como handebol, tênis ou basquete. Até mesmo o nome original era mintonette referindo-se ao badminton.
Morgan se casou com a pianista Mary King em 7 de outubro de 1893 em West Northfield, Massachusetts. Ambos tiveram cinco filhos: Lillian  Morgan (Springfield, 1894-1989), Rufus George Morgan (Auburn, 1895-1925), Robert William Morgan (New Haven, Connecticut, 1897-1968), James Phillip Morgan (Lockport, 1899-1972) e Richard Morgan Caldwell (1911-1982).
De volta a sua casa Lockport trabalhou em empresas como General Electric e Westinghouse. Em seu túmulo no cemitério de Glenwood lê: "Morgan, William G., 1870-1942 Inventor do voleibol".
Em 1995 foi criada uma fundação que leva o nome de William George Morgan em sua homenagem, o troféu de vôlei do centenário foi instituído para os jovens jogadores.